# Schienenverkehr in Äquatorialguinea
Der Schienenverkehr in Äquatorialguinea begann Ende des 19. bzw. Anfang des 20. Jahrhunderts.

## Geschichte
Wohl schon zur Jahrhundertwende wurden einzelne kurze Strecken auf der Insel Fernando Po gebaut. Diese hatten wohl eine Spurweite von 600 mm. 1913 wurde mit dem Bau einer 17 Kilometer langen Normalspurstrecke (anderen Quellen nach eine 600-mm-Strecke), die Ferrocarril de San Carlos, von der Hauptstadt Santa Isabel zu den Dörfern Banapa und Basupo begonnen. 1929 wurde die Strecke weiter bis zu einem Hafen an der Atlantikküste unweit von Basupo ausgebaut, jedoch schon wenig später (wohl 1931) wieder geschlossen. Ursprünglich geplant war ein Schienennetz von 160 Kilometer Länge.
In Rio Muni, dem Festlandteil von Äquatorialguinea, befanden sich ab 1922 mindestens 13 Eisenbahnstrecken (600 mm) für den Transport von Holz. Sie hatten eine Länge von 5 bis 60 Kilometer. Die letzte wurde 1963 stillgelegt.
Zum Stand 2020 gab es keinen Schienenverkehr in Äquatorialguinea.